# Groefbijendoder
De groefbijendoder (Cerceris rybyensis) is een vliesvleugelig insect uit de familie van de graafwespen (Crabronidae). De wetenschappelijke naam van de soort is gepubliceerd in 1771 door Linnaeus.